# 朱偕瀞
西德昭僖王朱偕瀞（1464年—1512年），明朝韩惠王朱徵釙庶七子，明朝第一代西德王。

## 生平
成化三年（1467年）十月，赐名。
成化八年（1472年）九月，明宪宗遣英國公張懋、恭順侯吳鑑、駙馬都尉楊偉、遂安伯陳韶、伏羌伯毛銳、清平伯吳璽為正使，吏科給事中梁鏞、戶科給事中施純、禮科給事中黃麟、兵科給事中俞澤、刑科給事中王銓、工科給事中張琳為副使，持節冊封朱偕瀞為西德王。
成化十一年（1475年）五月，因朱偕瀞所请求，赐其折色祿米中的五十石改为本色。
成化十三年（1477年）五月，因朱偕瀞及其兄长韓王朱偕灊请求，封朱偕灊生母劉氏為韓惠王次妃，朱偕瀞生母李氏為韓惠王夫人。
成化十四年（1478年）九月，遣保定侯梁傅、靖遠伯王添、寧晉伯劉福、成安伯郭鐄、武平伯陳能、修武伯沈煜、懷柔伯施鑑充正使，尚寶司司丞李溥、給事中仰昇、李孟暢、方陟、趙艮、張琛、劉英充副使，持節冊封兵馬副指揮王昊的女兒為西德王妃。
弘治十三年（1500年）十二月，因朱偕瀞所请求，賜《四書大全》等書。
正德七年（1512年），朱偕瀞薨。庶长子西德长子朱旭𪲧先去世。嘉靖元年（1522年）十月，朱旭𪲧的庶长子朱融𤌍袭封。

## 评价
- 《弇山堂别集》卷072：容儀恭美，小心畏忌。

## 家庭

### 妻妾
- 王妃王氏

### 子孫
- 庶长子西德长子追封西德悼昭王朱旭𪲧
  - 庶长子西德康惠王朱融𤌍
- 庶三子鎮國將軍朱旭棩，弘治元年（1488年）闰正月赐名，[10]弘治十四年（1501年）正月按制度赐诰命冠服[11]
- 庶四子鎮國將軍朱旭校，弘治二年（1489年）十一月赐名，[12]弘治十四年（1501年）正月按制度赐诰命冠服[11]
- 庶五子鎮國將軍朱旭棈，弘治三年（1490年）八月赐名，[13]弘治十四年（1501年）正月按制度赐诰命冠服[11]
- 庶六子朱旭㰏，弘治四年（1491年）十月赐名[14]
- 庶七子朱旭桃，弘治六年（1493年）九月赐名[15]
- 庶八子朱旭條，弘治七年（1494年）四月赐名[16]
- 庶九子朱旭栟，弘治十三年（1500年）七月赐名
- 庶十一子朱旭榗，弘治十三年（1500年）七月赐名[17]
- 庶十二子朱旭梧，弘治十六年（1503年）七月赐名[18]